# Cataloghi Luyten
I cataloghi Luyten sono una serie di cataloghi stellari compilati dall'astronomo americano di origine olandese Willem Jacob Luyten. 
Per la maggior parte sono cataloghi sul moto proprio delle stelle.

## Cataloghi di moto proprio
- L (Bruce proper motion survey catalogue) - Pubblicato nel 1941 a seguito dell'esplorazione condotta con il telescopio Schmidt dell'Università del Minnesota. [1]
- LFT (Luyten Five-Tenths catalogue) - Pubblicato nel 1955 contiene 1 849 stelle con moto proprio annuo superiore a 0,5 arcosecondi. [2]
- LTT (Luyten Two-Tenths catalogue) - Pubblicato in due parti più un supplemento [3]. Nel 1957 sono state catalogate 9867 stelle dell'emisfero sud con moto proprio annuale superiore a 0,2" [4]. Nel 1961 7 127 stelle dell'emisfero nord sempre con moto proprio annuale superiore a 0,2" [5]. Nel 1962 il supplemento. [6]
- LHS (Luyten Half-Second catalogue) - Pubblicato nel 1979 sostituisce il LFT e contiene 4471 stelle con moto proprio annuo superiore a 0,5" [7]
- NLTT (New Luyten Two-Tenths catalogue) - Pubblicato nel 1979 con supplemento nel 1980. Contiene stelle con moto proprio annuo superiore a 0,18". [8]
- LPM o LP (Luyten Proper-Motion catalogue), pubblicato dal 1963 al 1981 a seguito dell'esplorazione dei moti propri con il telescopio Schmidt da 1,22 metri dell'Università del Minnesota.
- LDS (Double Stars with Common Proper Motion). Pubblicato dal 1940 al 1987 contiene tutte le stelle doppie con moto proprio comune scoperte da Luyten. [9]

## Altri cataloghi
- LWD (Luyten's White Dwarf Catalogues) - Pubblicato in due parti: White Dwarfs, del 1970, contiene 3035 stelle; White Dwarfs II, del 1977, 3 511 stelle. Questi cataloghi contengono le  probabili nane bianche e stelle degeneri trovate da Luyten. [10]